# Stade Marcelino Imbers
Le stade Marcelino Imbers est un stade de football situé à La Unión, au Salvador.